# Pantaleon Hebenstreit
Pantaleon Hebenstreit (* 27. November 1668 in Kleinheringen; † 15. November 1750 in Dresden) war ein deutscher Tanzlehrer, Komponist und Musiker. Er ist vor allem durch das nach ihm benannte Musikinstrument Pantal(e)on bekannt geworden, das bei der Entwicklung des Hammerklaviers eine Rolle spielte.

## Leben
Neueren Recherchen zufolge ist Hebenstreit, korrekt wohl eigentlich Hebestreit, am 27. November 1668 in Kleinheringen geboren und am 29. November auf den Vornamen seines Vaters Pantaleon getauft worden. Der Vater, der in Weißenfelser Akten 1674 als „Thürmer“ verzeichnet ist, starb 1678.
Am 29. Januar 1691 immatrikulierte sich Hebenstreit an der Universität Wittenberg, 1697 ist er in Leipzig als Tanzmeister belegt. Etwa in diese Zeit muss ein vierteljährlicher Besuch bei Jean-Baptiste Volumier in Berlin gefallen sein, bei dem er nach Johann Kuhnau extensiv („auch die meisten Nächte“) auf einer selbstentwickelten Großform des Hackbretts geübt haben soll.
1698 und 1703 erhielt Hebenstreit vom Weißenfelser Hof Aufträge zur Mitarbeit bei Schauspiel und Musik. 1705 reiste er mit seinem Hackbrett nach Frankreich. In einer französischen Quelle heißt es: „Le Musicien s’appelloit Pantaleon: il vint à Paris vers l’annee 1705“ (Der Musiker nannte sich Pantaleon: er sei um das Jahr 1705 nach Paris gekommen); und bei Mattheson: „König Louis XIV. in Franckreich soll das Instrument getauffet, und Pantalon genennet haben.“ Von diesem Zeitpunkt an hieß das Instrument dann nur noch Pantalon / Pantaleon oder zumindest (wie bei Telemann) pantalonisches Cymbal.
Nach seiner Rückkehr begab sich Hebenstreit auf die Suche nach einer Anstellung an einem Fürstenhof. 1707 erhielt er eine solche als Musikdirektor und Tanzlehrer am Hof zu Sachsen-Eisenach. 1709 erhielt auch Georg Philipp Telemann hier eine Anstellung, dem im August dieses Jahres der Kapellmeister-Titel verliehen wurde, der ihn über Hebenstreit stellte. Im Rückblick von 1718 schrieb Telemann:
„Monsieur Pantlon, sage ich, hatte nebst der Erfahrung auf vielerley Instrumenten zugleich in der Frantzösischen Music und Composition eine ungemeine Geschicklichkeit, woraus ich mehr Vortheil geschöpfet als ich hier anzuführen vermögend bin.“
Telemann verließ den Eisenacher Hof 1712, Hebenstreit wurde am 11. Mai 1714 für das Jahresgehalt von 1200 Thalern an den sächsischen Hof zu Dresden berufen. In den Gehaltslisten wird er dort als Kammermusikus geführt. Über Tätigkeit und Entlohnung äußerte sich Kuhnau: „Ungeachtet sich dieser excellente Meister des Jahres etwann einmahl vor dem Könige hören lasset, verdienet doch seine unverdrossene Mühe, die er von Jugend auff, bis hierher gewendet, … dieses, und noch ein mehrers.“
1733 gab Hebenstreit das eigene Konzertieren auf, wirkte aber noch als Direktor der protestantischen Hofmusik weiter. 1740 wurde ihm der Titel eines Geheimen Hofkämmerers verliehen. Er starb am 15. November 1750 und wurde drei Tage später auf dem Dresdner Johanniskirchhof bestattet.
Hebenstreits prominenteste Schüler waren die beiden Wiener Pantaleonisten Johann Baptist Gumpenhuber und Maximilian Hellmann. Sein Dresdner Schüler Johann Christoph Richter vertrat ihn ab 1734 als Pantaleonlehrer.